# Gostyń (województwo zachodniopomorskie)
Gostyń (do 1946 Gostyń Wielki, niem. Groß-Justin) – wieś sołecka w Polsce położona w województwie zachodniopomorskim, w powiecie kamieńskim, w gminie Świerzno.
Miejscowość położona jest około 4 kilometrów od morza. We wsi znajduje się szkoła podstawowa, kościół, remiza Ochotniczej Straży Pożarnej, a także agencja pocztowa. Lokalną drużyną piłkarską jest Bałtyk Gostyń. W sezonie 2008/2009 piłkarze Bałtyku grali w A-klasie.
Miejscowość nosiła różne nazwy, mianowicie Austin, Gustin i Gestin. 

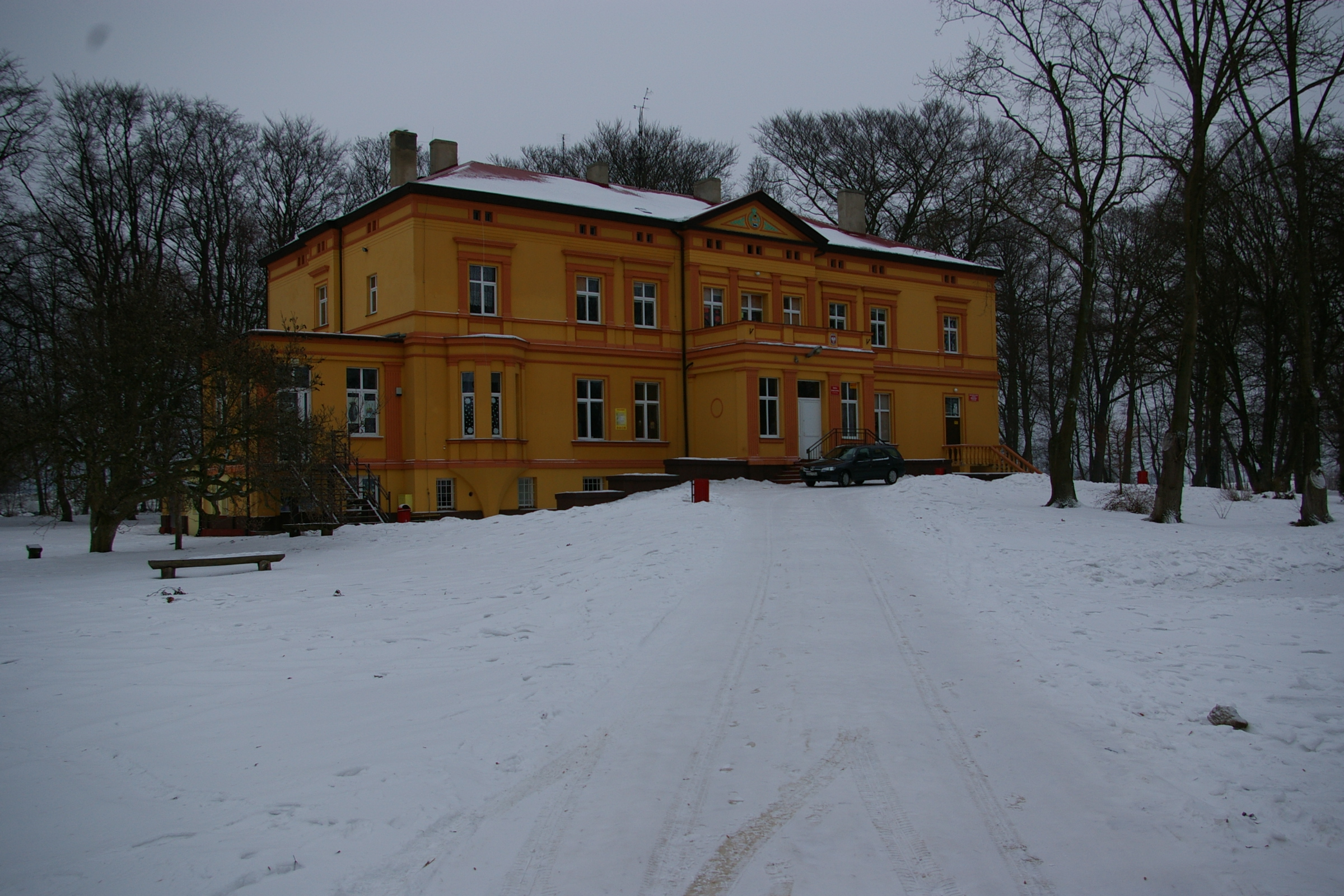
Pałac w Gostyniu, obecnie szkoła

## Historia
Pierwsza historyczna wzmianka o miejscowości pochodzi z 1432 roku. W dokumentach biskupstwa kamieńskiego znajduje się wzmianka z 1449 roku o istnieniu we wsi pałacu i parku. Jako właściciela podaje się  Hippolita Brockhusa. Miejscowość od czasów średniowiecza aż do końca II wojny światowej należała do jednej rodziny von Brockhüsenów. Kolejnym właścicielem Gostynia stał się Michel Brockhusen in Gustin. Od XVII do XIX wieku dobra gostyńskie obejmowały cztery folwarki, równie wiele owczarni oraz dwa wiatraki. W 1892 roku majątek złożony z 585 ha ziemi i hodowli 850 owiec, 75 sztuk bydła, 70 sztuk trzody chlewnej i 36 koni był skupiony w rękach jednego właściciela. W 1925 roku właścicielem majątku był Hans Heinrich von Brockhüsen. W 1939 roku majątek obejmował 576 ha i inwentarz złożony z 43 koni, 209 sztuk bydła i 264 sztuk trzody chlewnej. W latach 1945–1954 siedziba gminy Gostyń. W latach 1975–1998 miejscowość administracyjnie należała do województwa szczecińskiego. 
W obrębie wsi znajdowały się dwa kościoły: ewangelicki pod wezwaniem św. Marii, którego budowę rozpoczęto w 1231 roku (rozebrany w 1957 roku), oraz staroluterański z 1847 roku, który stoi do dzisiaj. Dwupiętrowy pałac był sukcesywnie odnawiany od 1800 roku, a prace dekoracyjne zakończono dopiero pod koniec XIX wieku. Wiele osób z rodziny von Brockhusen zasłużyło się w sferze wojskowej i politycznej, między innymi Hans-Joachim Adalbert Gotthilf von Brockhusen-Justin, mąż Irmengard von Hindenburg, zięć Paula von Hindenburga - feldmarszałka i prezydenta Niemiec w Republice Weimarskiej, który kilkakrotnie odwiedzał córkę w Gostyniu. Ostatnim właścicielem dóbr dworskich w Gostyniu był Hans-Heinrich von Brockhusen. Obecnie dawna siedziba rodu von Brockhusen pełni funkcję szkoły podstawowej, a dworek jest własnością gminy Świerzno.
Po 1945 roku folwark został przejęty przez Państwowe Nieruchomości Ziemskie. W 1958 roku majątek wszedł w skład samodzielnego PGR, od 1971 roku w skład KPGR Wrzosowo z siedzibą w Kamieniu Pomorskim. 

## Zabytki
- pałac o powierzchni 1150 m², z końca XIX wieku zbudowany w stylu eklektycznym. Pałac powstał na miejscu średniowiecznego zamku. Jest to budynek dwukondygnacyjny, założony na rzucie prostokąta, kryty dachem kopertowym. W elewacji frontowej znajduje się ganek zwieńczony ryzalitem i tympanonem (z herbem rodu von Brockhüsenów). Z boku budynku znajduje się taras i oranżeria. W elewacji ogrodowej znajduje się pięcioboczny wykusz. Budynek jest wyremontowany i od 1962 roku funkcjonuje w nim szkoła. W sąsiedztwie znajdują się budynki gospodarcze oraz częściowo zachowany park dworski o powierzchni 2,3 ha w stylu francuskim z przełomu XVIII i XIX wieku.
- neogotycki kościół z 1847 z wieżą lekko żłobioną blendami[5].